# TSV Bayer Dormagen
Dernière mise à jour : 13 octobre 2018.
Le TSV Bayer Dormagen est un club omnisports allemand basé à Dormagen, dans le land de Rhénanie-du-Nord-Westphalie. Sa section la plus célèbre est celle de handball. Entre 2010 et 2012, le club a été appelé Dormagener Handball-Club Rheinland.

## Historique
Le club est fondé en 1920 dans le cadre de l'entreprise Bayer AG, qui sponsorise aussi le Bayer Leverkusen, réputé pour son équipe de football.

## Section handball

### Historique
Le handball apparaît en 1949 au sein du TSV Dormagen. Il est pratiqué aussi bien en salle qu'à l'extérieur à 11 et ce jusqu'en 1976. L'équipe première monte en deuxième division (2. Bundesliga) en 1983, puis en Bundesliga en 1987, où elle demeure jusqu'en 1998. Dès la première année, une surprenante cinquième place vient récompenser le promu. Le même résultat sera obtenu en 1990-91. Le club connaît aussi quelques belles épopées en Coupe de l'EHF en 1992 (finale perdue contre Teka Santander) et en Coupe des Coupes en 1993 (demi-finale perdue contre l'OM Vitrolles). Cette même année, il s'incline en finale de la Coupe d'Allemagne contre Wallau-Massenheim. Des résultats sans lendemain, puisque le club descend en deuxième division en 1998 pour un an, puis directement en division régionale (3e division) en 2001. Il finit par remonter en Bundesliga en 2008.
Un joueur français y a évolué, Pascal Mahé. À partir de 1999, ce dernier a pris en charge les jeunes du club. Parmi ceux-ci, on trouve son fils, Kentin Mahé, qui y a été formé à partir de 2000 avant d'en devenir professionnel et de porter pour la première fois le maillot de l'équipe de France en octobre 2010.
Au terme de la saison 2010-2011, le club est relégué à cause de problèmes financiers.

### Palmarès
Compétitions internationales
- Finaliste de la Coupe de l'IHF en 1992
- Demi-finaliste de la Coupe des Coupes en 1993

Compétitions nationales
- Finaliste de la Coupe d'Allemagne en 1993
- Champion d'Allemagne de deuxième division : 1987 (Poule nord) et 1999, 2008 (Poule sud)

### Personnalités liées au club
- Nikolaj Bredahl Jacobsen : joueur de 1997 à 1998
- Marian Dumitru : joueur de 1990 à 1992
- Simon Ernst : joueur de 2009 à 2014 (formé au club)
- Sebastian Faisst : joueur de 2008 à sa mort en 2009
- Guðmundur Guðmundsson : entraîneur de 1999 à 2001
- / Petre Ivănescu : entraîneur de 1986 à 1988
- Jörn-Uwe Lommel : joueur de 1986 à 1989
- Kentin Mahé : joueur de 2000 à 2011 (formé au club)
- Pascal Mahé : joueur de 1999 à 2003, entraîneur de 1999 à 2013
- Adrian Pfahl : joueur de 1997 à 1998
- Andreas Thiel : joueur de 1991 à 2001
- Ondřej Zdráhala : joueur de 2011 à 2012